# Walt Harris
Walter Jermaine Harris (Birmingham, Alabama, 10 de junio de 1983) es un artista marcial mixto estadounidense que compite actualmente en la división de peso pesado de Ultimate Fighting Championship. Profesional desde 2011, Harris también ha competido anteriormente para Titan FC. Desde el 7 de septiembre de 2021, es el número 12 en la clasificación de peso pesado de la UFC.

## Antecedentes
Antes de entrar en las artes marciales mixtas en 2010, Harris fue jugador de baloncesto en la Universidad Estatal de Jacksonville.

## Carrera en las artes marciales mixtas

### Carrera temprana
Harris compitió como amateur entre 2009 y 2010, compilando un récord de 4-1. Hizo su debut profesional el 15 de marzo de 2011, cuando se enfrentó a Justin Thornton en HEF: Hess Extreme Fighting. Ganó por TKO en la primera ronda, a los dieciséis segundos del primer asalto. Después de esto, Harris compiló un récord de 6-1, con victorias sobre Tony Melton y el veterano de UFC Anthony Hamilton, antes de firmar con UFC en el otoño de 2013.

### Ultimate Fighting Championship
El 19 de septiembre de 2013, se anunció que Harris había firmado con la UFC, y se enfrentó a su compañero recién llegado Jared Rosholt en The Ultimate Fighter 18 Finale el 30 de noviembre de 2013. Perdió el combate por decisión unánime.
En su segundo combate con la promoción, Harris se enfrentó a Nikita Krylov en UFC on Fox: Henderson vs. Thomson el 25 de enero de 2014. A pesar de que era el gran favorito del combate, Harris se vio sorprendido por una patada en la cabeza de Krylov, y tras los siguientes golpes en el suelo de Krylov, perdió el combate por nocaut técnico a los 25 segundos del primer asalto. Tras caer a 0-2 en la UFC, Harris fue despedido de la promoción.

### Titan Fighting Championship
Tras su salida de la UFC, Harris firmó con la promoción Titan FC, con sede en Florida. Se enfrentó a D.J. Linderman en Titan FC 28 el 16 de mayo de 2014. Ganó el combate por nocaut en el primer asalto. Se esperaba que se enfrentara a Dave Herman en Titan FC 30 el 26 de septiembre de 2014. Sin embargo, Harris se retiró del combate debido a una lesión en la espalda y el combate fue pospuesto.
El combate con Herman fue reprogramado y se esperaba que tuviera lugar el 19 de diciembre de 2014. Sin embargo, Harris renunció a la TFC y fue sustituido por Jon Madsen.

### Regreso a la UFC
Después de que Daniel Omielańczuk se viera obligado a abandonar su combate con Soa Palelei debido a una lesión en el pulgar, Harris renunció a la UFC y se enfrentó a Palelei en UFC Fight Night: Rockhold vs. Bisping el 7 de noviembre de 2014. Perdió el combate por TKO en el segundo asalto.
Harris se enfrentó al recién llegado a la promoción Cody East el 23 de abril de 2016, en UFC 197. Ganó el combate por TKO en el primer asalto.
Harris se enfrentó a Shamil Abdurakhimov el 1 de octubre de 2016, en UFC Fight Night: Lineker vs. Dodson. Perdió el combate por decisión dividida.
Harris se enfrentó a Chase Sherman el 15 de enero de 2017, en UFC Fight Night: Rodríguez vs. Penn. Ganó el combate por nocaut en el segundo asalto.
Harris hizo su siguiente aparición contra Cyril Asker el 17 de junio de 2017, en UFC Fight Night: Holm vs. Correia. Ganó el combate por TKO en el primer asalto.
Se esperaba que Harris se enfrentara a Mark Godbeer el 7 de octubre de 2017, en UFC 216 antes de que una lesión en el día de la pelea de Derrick Lewis lo sacara de su combate programado con Fabrício Werdum. Como resultado, Harris pasó a enfrentarse a Werdum, y Godbeer fue retirado del evento. Perdió el combate por sumisión en el primer asalto.
El combate con Godbeer fue rápidamente reprogramado y tuvo lugar el 4 de noviembre de 2017, en UFC 217. Perdió el combate por descalificación después de golpear a Godbeer con una patada en la cabeza después de que el árbitro pidiera un tiempo muerto por un golpe en la ingle.
Harris se enfrentó a Daniel Spitz el 1 de junio de 2018, en UFC Fight Night: Rivera vs. Moraes. Ganó el combate por nocaut en el segundo asalto.
Harris se enfrentó a Andrei Arlovski el 29 de diciembre de 2018, en UFC 232. Ganó el combate por decisión dividida. Se informó el 26 de enero de 2019 que Harris dio positivo por LGD4033, y moduladores selectivos del receptor de andrógenos (SARMs) como la ostarina, y fue suspendido temporalmente por la Comisión Atlética del Estado de California (CSAC). En febrero, Harris fue suspendido durante cuatro meses y multado con $4000 dólares. El resultado del combate se anuló y se convirtió en un Sin Resultado. Según la CSAC, Harris pudo demostrar que el resultado positivo se debió a un suplemento contaminado y la comisión no cree que fuera un dopador intencionado, de ahí la suspensión más corta.
Se esperaba que Harris se enfrentara a Oleksiy Oliynyk el 4 de mayo de 2019, en UFC Fight Night: Iaquinta vs. Cowboy. Sin embargo, el 3 de abril de 2019, se anunció que Oliynyk se enfrentaría a Alistair Overeem en UFC Fight Night: Overeem vs. Oleinik después de que Aleksandr Vólkov se retirara del evento. Fue reemplazado por Sergey Spivak. Ganó el combate por TKO en el primer asalto. Esta victoria le valió el premio a la Actuación de la Noche.
El combate entre Harris y Oliynyk fue reprogramado y tuvo lugar el 20 de julio de 2019, en UFC on ESPN: dos Anjos vs. Edwards. Ganó el combate por nocaut en el primer asalto. Esta victoria le valió el premio a la Actuación de la Noche.
Se esperaba que Harris se enfrentara a Alistair Overeem el 7 de diciembre de 2019, en UFC on ESPN: Overeem vs. Rozenstruik. Sin embargo, Harris se retiró el 1 de noviembre de 2019 debido a la búsqueda en curso de su hijastra desaparecida.
Se esperaba que Harris se enfrentara a Alistair Overeem el 11 de abril de 2020 en UFC Fight Night: Overeem vs. Harris. El emparejamiento estaba previamente programado para encabezar UFC on ESPN: Overeem vs. Rozenstruik en diciembre de 2019. Debido a la pandemia de COVID-19, el evento fue finalmente pospuesto. El combate fue reprogramado para el 16 de mayo de 2020 en UFC on ESPN: Overeem vs. Harris. Perdió el combate por TKO en el segundo asalto.
Harris se enfrentó a Aleksandr Vólkov el 24 de octubre de 2020 en UFC 254. Perdió el combate por nocaut técnico en el segundo asalto.
Harris se enfrentó a Marcin Tybura el 5 de junio de 2021 en UFC Fight Night: Rozenstruik vs. Sakai. Ganó el combate por TKO en el primer asalto.
Harris tenía previsto enfrentarse a Tai Tuivasa el 30 de octubre de 2021 en UFC 267. Sin embargo, Harris se retiró del combate por razones desconocidas.

## Política
Harris se postuló para un puesto en el consejo de la ciudad de Homewood, AL, en 2020, pero terminó tercero en la carrera con el 24 por ciento de los votos.

## Vida personal
Harris trabajó como transportista de muebles y también trabajó para UPS antes de convertirse en un luchador de MMA. Harris está casado con Angela Haley-Harris, tienen cuatro hijos. Actualmente viven en Homewood, Alabama, donde sus hijos asisten a la escuela.

### Asesinato de la hijastra
A finales de octubre de 2019, surgió la noticia de que la hijastra de Harris, Aniah Blanchard, fue reportada como desaparecida el 24 de octubre de 2019. Poco después, la policía de Auburn reveló que tras encontrar pruebas del vehículo de Blanchard, sospechaban de juego sucio en relación con la desaparición. Posteriormente, la gobernadora de Alabama, Kay Ivey, estableció una recompensa de $5000 dólares por información que condujera a la detención y condena del autor, que fue igualada por un donante anónimo. Además, el presidente de la UFC, Dana White, y el campeón de peso semipesado de la UFC, Jon Jones, subieron la apuesta aportando $25000 dólares por persona a cambio de información. La suma de la recompensa superó los $100 000 dólares.
El 6 de noviembre de 2019, el departamento de policía de Auburn publicó imágenes de vigilancia de una tienda de conveniencia de Auburn, presentando a la persona sospechosa de la desaparición, identificada posteriormente como Ibraheem Yazeed, un delincuente reincidente. El 8 de noviembre de 2019, Yazeed fue capturado como fugitivo fuera del estado en el condado de Escambia, Florida, y fue extraditado a Auburn. El 20 de noviembre de 2019, Yazeed fue acusado de secuestro en primer grado en un tribunal de Alabama, y permanece en la cárcel sin fianza. El 25 de noviembre de 2019 un fiscal de distrito de Alabama anunció que habían encontrado los restos de una niña que creen que es Aniah Blanchard en el vecino condado de Macon. Los restos de Blanchard fueron identificados el 27 de noviembre de 2019. A finales de noviembre de 2019, otros dos sospechosos, Antwain Fisher y David Lee Johnson Jr, fueron arrestados y acusados de secuestro en primer grado y de obstaculizar el procesamiento, respectivamente. Sin embargo, en diciembre, los cargos de Fisher fueron retirados con prejuicio en el condado de Lee. El 28 de noviembre de 2019, los informes policiales confirmaron que el cuerpo encontrado era efectivamente la hijastra de Harris y la autopsia confirmó que Blanchard había muerto por una herida de bala. Al mismo tiempo, el fiscal del distrito anunció que se presentaron cargos de asesinato capital contra Yazeed.

## Campeonatos y logros

### Artes marciales mixtas
- Ultimate Fighting Championship
  - Actuación de la Noche (dos veces) vs. Sergey Spivak y Oleksiy Oliynyk[42][45]
- Boxeo Amateur
  - Campeonato de Golden Gloves (Alabama)
  - Campeonato de Golden Gloves (Georgia)

## Récord en artes marciales mixtas
| Resultado     | Récord    | Oponente            | Método                                | Evento                                                 | Fecha                   | Ronda | Tiempo | Localización               | Notas |
| ------------- | --------- | ------------------- | ------------------------------------- | ------------------------------------------------------ | ----------------------- | ----- | ------ | -------------------------- | --- |
| Derrota       | 13-10 (1) | Marcin Tybura       | TKO (puñetazos)                       | UFC Fight Night: Rozenstruik vs. Sakai                 | 5 de junio de 2021      | 1     | 4:06   | Las Vegas, Nevada          | |
| Derrota       | 13-9 (1)  | Aleksandr Vólkov    | TKO (patada al cuerpo puñetazos)      | UFC 254                                                | 24 de octubre de 2020   | 2     | 1:15   | Abu Dhabi                  | |
| Derrota       | 13-8 (1)  | Alistair Overeem    | TKO (puñetazos)                       | UFC on ESPN: Overeem vs. Harris                        | 16 de mayo de 2020      | 2     | 3:00   | Jacksonville, Florida      | |
| Victoria      | 13-7 (1)  | Oleksiy Oliynyk     | KO (rodillazo y puñetazos)            | UFC on ESPN: dos Anjos vs. Edwards                     | 20 de julio de 2019     | 1     | 0:12   | San Antonio, Texas         | Actuación de la Noche.                                                                                            |
| Victoria      | 12-7 (1)  | Sergey Spivak       | TKO (puñetazos)                       | UFC Fight Night: Iaquinta vs. Cowboy                   | 4 de mayo de 2019       | 1     | 0:50   | Ottawa, Ontario            | Actuación de la Noche.                                                                                            |
| Sin resultado | 11-7 (1)  | Andrei Arlovski     | Sin resultado (anulado por la CSAC)   | UFC 232                                                | 29 de diciembre de 2018 | 3     | 5:00   | Inglewood, California      | Originalmente una victoria por decisión dividida para Harris; anulada después de que diera positivo por LGD-4033. |
| Victoria      | 11-7      | Daniel Spitz        | KO (puñetazos)                        | UFC Fight Night: Rivera vs. Moraes                     | 1 de junio de 2018      | 2     | 4:59   | Utica, Nueva York          | |
| Derrota       | 10-7      | Mark Godbeer        | Descalificación (patada ilegal)       | UFC 217                                                | 4 de noviembre de 2017  | 1     | 4:29   | Nueva York                 | |
| Derrota       | 10-6      | Fabrício Werdum     | Sumisión (barra de brazo)             | UFC 216                                                | 7 de octubre de 2017    | 1     | 1:05   | Las Vegas, Nevada          | |
| Victoria      | 10-5      | Cyril Asker         | TKO (puñetazos y codazos)             | UFC Fight Night: Holm vs. Correia                      | 17 de junio de 2017     | 1     | 1:44   | Kallang                    | |
| Victoria      | 9-5       | Chase Sherman       | KO (rodillazo y puñetazos)            | UFC Fight Night: Rodríguez vs. Penn                    | 15 de enero de 2017     | 2     | 2:41   | Phoenix, Arizona           | |
| Derrota       | 8-5       | Shamil Abdurakhimov | Decisión (dividida)                   | UFC Fight Night: Lineker vs. Dodson                    | 1 de octubre de 2016    | 3     | 5:00   | Portland, Oregón           | |
| Victoria      | 8-4       | Cody East           | TKO (puñetazos)                       | UFC 197                                                | 23 de abril de 2016     | 1     | 4:18   | Las Vegas, Nevada          | |
| Derrota       | 7-4       | Soa Palelei         | TKO (puñetazos)                       | UFC Fight Night: Rockhold vs. Bisping                  | 7 de noviembre de 2014  | 2     | 4:49   | Sídney                     | |
| Victoria      | 7-3       | D.J. Linderman      | KO (puñetazos)                        | Titan FC 28                                            | 16 de mayo de 2014      | 1     | 4:12   | Newkirk, Oklahoma          | |
| Derrota       | 6-3       | Nikita Krylov       | TKO (patada en la cabeza y puñetazos) | UFC on Fox: Henderson vs. Thomson                      | 25 de enero de 2014     | 1     | 0:25   | Chicago, Illinois          | |
| Derrota       | 6-2       | Jared Rosholt       | Decisión (unánime)                    | The Ultimate Fighter: Team Rousey vs. Team Tate Finale | 30 de noviembre de 2013 | 3     | 5:00   | Las Vegas, Nevada          | |
| Victoria      | 6-1       | Tony Melton         | TKO (puñetazos)                       | Strike Hard Productions 24                             | 15 de junio de 2013     | 1     | 2:00   | Birmingham, Alabama        | |
| Victoria      | 5-1       | Josh Robertson      | TKO (puñetazos)                       | Strike Hard Productions 20                             | 8 de diciembre de 2012  | 1     | 1:06   | Birmingham, Alabama        | |
| Victoria      | 4-1       | Anthony Hamilton    | KO (puñetazos)                        | Superior Cage Combat 4: Grove vs. Silva                | 16 de febrero de 2012   | 1     | 1:15   | Las Vegas, Nevada          | |
| Victoria      | 3-1       | Cedric James        | KO (puñetazos)                        | Fight Time 7: The Return                               | 7 de octubre de 2011    | 1     | 0:22   | Fort Lauderdale, Florida   | |
| Victoria      | 2-1       | Wes Little          | KO (puñetazo)                         | Fight Force International: Blood & Sand 9              | 7 de mayo de 2011       | 1     | 1:54   | Biloxi, Misisipi           | |
| Derrota       | 1-1       | Chris Barnett       | Decisión (unánime)                    | World Extreme Fighting 46                              | 22 de abril de 2011     | 3     | 5:00   | Orlando, Florida           | |
| Victoria      | 1-0       | Justin Thornton     | TKO (puñetazos)                       | Hess Extreme Fighting                                  | 15 de marzo de 2011     | 1     | 0:16   | Panama City Beach, Florida | |